# 有机银化合物
有机银化合物是含有碳-银键的化合物，而有机银化学则是研究此类化合物的有机金属化学分支。这个分支没有有机铜化学那么发达。
1859年的Buckton和1861年的J. A. Wanklyn与Georg Ludwig Carius记录了有机银化合物的首次合成。甲基银的合成则是由Semerano和Riccoboni描述的。有机银化合物的热稳定性比有机铜化合物差，可以从它们的分解温度看出：AgMe（-50 °C）和CuMe（-15 °C）以及PhAg（74 °C）和PhCu（100 °C）。

## 烷基、烯基和芳基衍生物
苯基银可以通过硝酸银和三烷基苯基铅化合物反应而成：
AgNO3 + R3PhPb  → PhAg
它也可以通过二苯基锌来合成：
Ph2Zn + AgNO3 → PhAg + PhZnNO3
均三甲苯基银的结构是四聚体。它可以通过氯化银和格氏试剂反应而成：
AgCl + (CH3)3C6H2MgBr → [(CH3)3C6H2Ag]4 + MgClBr
银可以和如亚甲基三苯基鏻的叶立德形成稳定的配合物：
AgCl + Ph3P=CH2 → AgCl(Ph3P=CH2)
银的烯基化合物要比烷基化合物更稳定。乙烯基银可以通过硝酸银和四乙烯基铅反应而成：
AgNO3 + (CH2=CH)4Pb  → (CH2=CH)Ag + (CH2=CH)3PbNO3

### 氟代烷基和氟代烯基衍生物
C-Ag键可以被全氟烷基稳定化：
AgF + CF2=CF(CF3) → AgCF(CF3)2
按照趋势，银的全氟烷基和全氟烯基衍生物的热稳定性更高。它的全氟烯基衍生物是通过将氟化银加成到六氟丁炔和四氟丙二烯而成的。
通常，有机银化合物中的银的氧化态为+1，一个值得注意的例外是+3氧化态的Ag(CF3)4−。

## 卡宾和CO配合物
银的一氧化碳配合物相对不稳定。它们的通式为 [Ag(CO)n]+，其中n = 1、2、3。
银的稳定卡宾配合物很多。它们可以通过置换不稳定的配体来制备其它稳定卡宾配合物。双(NHC)银(I)配合物和双(乙腈)二氯化钯或二甲硫醚氯化亚金的反应就是一个例子，见下图：

## 烯烃配合物

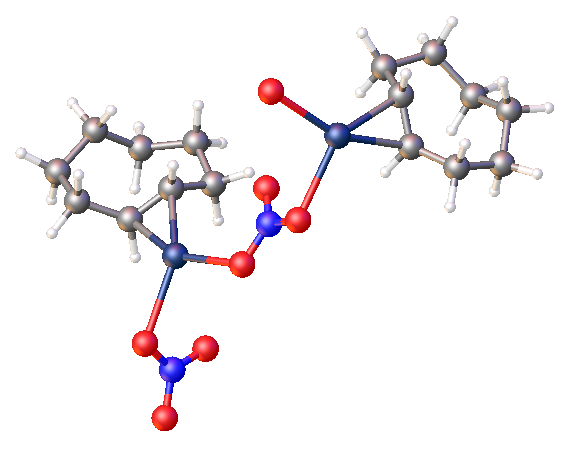
硝酸银和反式环辛烯形成的配合物的结构

类似其它重d10金属离子，Ag+对烯烃有明显的亲和力。银可以形成烯烃配合物的性质使人们一直通过“银色谱法”来分离烯烃，该方法使用含有银盐的载体。

## 扩展阅读
- W.A. Herrmann (编). . 5, Copper, Silver, Gold, Zinc, Cadmium, and Mercury. Stuttgart: Thieme. 1999. ISBN 3-13-103061-5.
- Christoph Elschenbroich.  3. Weinheim: Wiley-VCH. 2006. ISBN 3-527-29390-6.
- The Chemistry of Organic Derivatives of Gold and Silver. Edited by Saul Patai and Zvi Rappoport Copyright 1999 John Wiley & Sons, Ltd. ISBN 0-471-98164-8